# هشام عباس
هشام عباس (13 سبتمبر 1963 -)، مغني سعودي.

## حياته
ولد في الطائف، تلقى تعليمه الابتدائي بمدرسة دار الطفل وأكمل تعليمه الإعدادي والثانوية العامة بنظام المنازل بسبب ظروف سفره مع والده للعمل رافضا دخوله الفن، وعندما سافر إلى نيجيريا بسبب ظروف عمل والده شارك في حفلات وغنى أغاني الريجي لـ«بوب مارلي».
وبعد ذلك التحق بجامعه الطائف بالطائف وتخرج متخصص بالهندسة الميكانيكية ولكنه فضل الفن على الهندسة
ثم اتجه إلى تأليف فرقة موسيقية مع زميلته علياء صالح ومجموعة من الشباب الهواة واسموها Pats Band. اختصاص الفرقة الرئيسي كان إعادة إحياء بعض الأغاني المصرية مثل «حلاوة شمسنا» و«على رمش عيونها» و«الولا ده» وغيرها
بدايته كانت مع المخرج طارق الكاشف وطلب منه الغناء في فرقة "أمريكانا شو " أغاني غربية " تحول إلى العربية عمل مهندس صوت مع كل من حميد الشاعري ومحمد محيي

### لقاءه مع الفنان حميد الشاعري
لقاءه مع الفنان حميد الشاعري كان أهم خطوة في بداية مشواره الفني حيث اتفقا على التعاون ليقدما سوية مجموعة من أجمل الأغاني التي ساعدت في معرفة الناس بهشام عباس واشتهاره.

### أغنية ناري نارين
اعتبر عام 2000 بمثابة نقلة مهمة في حياته الفنية حيث قام بإصدار ألبوم «حبيبي ده» خاصة بعد تصوير أغنية الألبوم الرئيسية التي شاركته في غناءها المطربة الهندية بومباي جايشري
ليحصل عنها على جائزة أفضل مطرب لنفس العام وأفضل ألبوم موسيقي وأفضل فيديو كليب في العديد من الاستفتاءات، بالإضافة إلى مجموعة من الجوائز المحلية والعربية والعالمية كان أهمها جائزة تكريم الهند له ثلاث مرات في ثلاث مناسبات مختلفة، بالإضافة لجائزة mtv العالمية لأفضل فيديو كليب عربي لذلك العام.

### حياته الأسرية
تزوج من جيهان الزايد عام 1995 ورزق منها بثلاثة أبناء ياسمينا، علي، تمارا

## ألبومات
| الألبوم     | العام | المنتج     |
| ----------- | ----- | ---------- |
| سهاري       | 1991  | أمريكانا   |
| حاله        | 1992  | أمريكانا   |
| تعالى       | 1994  | أمريكانا   |
| ارض الشرق   | 1995  | فري ميوزيك |
| زي الأول    | 1995  | أمريكانا   |
| جوابك       | 1996  | أمريكانا   |
| ياليلة      | 1997  | أمريكانا   |
| حبيتها      | 1998  | أمريكانا   |
| كلام الليل  | 1999  | أمريكانا   |
| حبيبي ده    | 2000  | صوت الدلتا |
| جوة في قلبي | 2002  | عالم الفن  |
| سيبها تحبك  | 2004  | عالم الفن  |
| تعالى جنبي  | 2007  | عالم الفن  |
| ماتبطليش    | 2009  | روتانا     |
| عامل ضجة    | 2019  | عالم الفن  |

## أغاني مصورة
| الأغنية                                                 | المخرج         | المنتج     |
| ------------------------------------------------------- | -------------- | ---------- |
| جلجلي مع حميد الشاعري                                   | طارق الكاشف    | أمريكانا   |
| حلال عليك مع حميد الشاعري                               | طارق الكاشف    | أمريكانا   |
| عمال يحكيلي عنها                                        |                | أمريكانا   |
| تعالي مع عالية                                          |                | أمريكانا   |
| وأنا أعمل ايه                                           |                | أمريكانا   |
| يا راميني                                               | طارق الكاشف    | أمريكانا   |
| كم مرة                                                  | طارق الكاشف    | أمريكانا   |
| أحلى ما فيكي                                            | طارق الكاشف    | أمريكانا   |
| فين وفين                                                | أشرف شيحة      | أمريكانا   |
| زمان                                                    | أحمد مدحت      | أمريكانا   |
| شوفي                                                    |                | أمريكانا   |
| يا ليلة                                                 | طارق الكاشف    | أمريكانا   |
| عيني مع حميد الشاعري                                    | طارق العريان   | عالم الفن  |
| ناري نارين                                              | ب. جيندرا      | صوت الدلتا |
| فينه                                                    | شريف صبري      | عالم الفن  |
| أمي الحبيبة                                             | علي إدريس      | عالم الفن  |
| قول عليا مجنون                                          | إدواردو لوغاري | عالم الفن  |
| عملتي إيه                                               | إدواردو لوغاري | عالم الفن  |
| يا حبيبي                                                | محمد بكير      | عالم الفن  |
| تيجي قصادي                                              | طارق العريان   | روتانا     |
| ما تبطليش                                               | موسى عيسى      | روتانا     |
| رمضان                                                   | أحمد المهدي    | إنتاج خاص  |
| أوبريت هي دي مصر                                        | بتول عرفه      | الريماس    |
| زحمة الأيام بمشاركة حميد الشاعري مصطفى قمر وإيهاب توفيق | ياسين حسن      | كامب       |

## أغاني أفلام ومسلسلات
- (2002):أميرة في عابدين (مسلسل)
- (2003):أبيض × أبيض (مسلسل)
- (2006):آخر الدنيا (فيلم)
- (2007):يتربى في عزو (مسلسل)
- (2010):ابن القنصل (فيلم)
- (2012):ابن النظام (مسلسل)
- (2014):إمبراطورية مين (مسلسل)
- (2014):كيد الحموات (مسلسل)
- (2015):تحت السيطرة (مسلسل)
- (2017):ريح المدام (مسلسل)
- (2018):الوصية (مسلسل)
- (2018):أرض النفاق (مسلسل)

## تقديم البرامج
| العام | البرنامج              | القناة       |
| ----- | --------------------- | ------------ |
| 2014  | أحلى مسا مع فيفي عبده | إم بي سي مصر |
| 2015  | ساعة لقلبك            | إم بي سي مصر |
| 2017  | فاكر الأغنية دي       | اينرجي إف أم |
| 2018  | شريط كوكتيل           | قناة الحياة  |

## وصلات خارجية
- هشام عباس على موقع الدهليز
- هشام عباس على موقع قاعدة بيانات الأفلام العربية
- هشام عباس على موقع ميوزك برينز (الإنجليزية)
- هشام عباس على موقع أول ميوزيك (الإنجليزية)
- هشام عباس على موقع ديسكوغز (الإنجليزية)